# Votations fédérales de 2000 en Suisse
Quinze votations fédérales ont été organisées en 2000 en Suisse  les 12 mars, 21 mai, 24 septembre et 26 novembre.

## Mois de mars
Le 12 mars 2000, cinq objets sont soumis à la votation.
1. Le référendum obligatoire sur l’arrêté fédéral du 8 octobre 1999 relatif à la réforme de la justice (procédure pénale[3]).
2. L'initiative populaire du 5 décembre 1997 « Pour une démocratie directe plus rapide ».
3. L'initiative populaire du 21 mars 1995 « Pour une représentation équitable des femmes dans les autorités fédérales ».
4. L'initiative populaire du 18 janvier 1994 « Pour la protection de l'être humain contre les techniques de reproduction artificielle ».
5. L'initiative populaire du 20 mars 1996 « Visant à réduire de moitié le trafic routier motorisé afin de maintenir et d'améliorer des espaces vitaux ».

### Résultats
| Question                  | Pour      | Pour | Contre    | Contre | Blancs | Nuls  | Total     | Inscrits  | Partici- pation | Cantons pour | Cantons pour | Cantons contre | Cantons contre |
| Question                  | Votes     | %    | Votes     | %      | Blancs | Nuls  | Total     | Inscrits  | Partici- pation | Entiers      | Demi         | Entiers        | Demi           |
| ------------------------- | --------- | ---- | --------- | ------ | ------ | ----- | --------- | --------- | --------------- | ------------ | ------------ | -------------- | -------------- |
| Réforme de la justice     | 1 610 107 | 86,4 | 254 355   | 13,6   | 80 905 | 7 861 | 1 953 228 | 4 659 113 | 41,92           | 20           | 6            | 0              | 0              |
| Démocratie rapide         | 573 038   | 30,0 | 1 336 916 | 70,0   | 44 268 | 7 483 | 1 961 705 | 4 659 113 | 42,10           | 0            | 0            | 20             | 6              |
| Représentation des femmes | 346 314   | 18,0 | 1 580 859 | 82,0   | 31 355 | 7 013 | 1 965 541 | 4 659 113 | 42,18           | 0            | 0            | 20             | 6              |
| Reproduction artificielle | 539 795   | 28,2 | 1 371 372 | 71,8   | 47 594 | 7 407 | 1 966 168 | 4 659 113 | 42,20           | 0            | 0            | 20             | 6              |
| Trafic routier            | 415 605   | 21,3 | 1 532 518 | 78,7   | 19 419 | 6 988 | 1 974 530 | 4 659 113 | 42,37           | 0            | 0            | 20             | 6              |

## Mois de mai
Le 21 mai 2000, un objet est soumis à la votation.
1. Le référendum facultatif sur l'arrêté fédéral du 8 octobre 1999 portant approbation des accords sectoriels entre, d'une part, la Confédération suisse et, d'autre part, la Communauté européenne ainsi que, le cas échéant, ses Etats membres ou la Communauté européenne de l'énergie atomique.

### Résultat
| Question                 | Pour      | Pour | Contre  | Contre | Blancs | Nuls  | Total     | Inscrits  | Partici- pation |
| Question                 | Votes     | %    | Votes   | %      | Blancs | Nuls  | Total     | Inscrits  | Partici- pation |
| ------------------------ | --------- | ---- | ------- | ------ | ------ | ----- | --------- | --------- | --------------- |
| Accords bilatéraux CH-UE | 1 497 093 | 67,2 | 730 890 | 32,8   | 16 317 | 8 894 | 2 253 284 | 4 664 565 | 48,30           |

## Mois de septembre
Le 24 septembre 2000, quatre objets sont soumis à la votation.
1. L'initiative populaire du 21 mars 1995 « Pour l'introduction d'un centime solaire (initiative solaire) » et le contre-projet de l’Assemblée fédérale: l'article constitutionnel sur une redevance pour l'encouragement des énergies renouvelables.
2. Le référendum obligatoire sur l'article constitutionnel relatif à une redevance incitative sur l'énergie en faveur de l'environnement, contre-projet à l'initiative populaire retirée « Énergie et environnement ».
3. L'initiative populaire du 28 août 1995 « Pour une réglementation de l'immigration ».
4. L'initiative populaire du 25 mars 1997 « Pour davantage de droits au peuple grâce au référendum avec contre-proposition (référendum constructif) ».

### Résultats
| Question | Pour       | Pour       | Contre        | Contre        | Blancs  | Nuls   | Total     | Inscrits  | Partici- pation | Cantons pour | Cantons pour | Cantons contre | Cantons contre |
| Question | Votes      | %          | Votes         | %             | Blancs  | Nuls   | Total     | Inscrits  | Partici- pation | Entiers      | Demi         | Entiers        | Demi           |
| --- | ---------- | ---------- | ------------- | ------------- | ------- | ------ | --------- | --------- | --------------- | ------------ | ------------ | -------------- | -------------- |
| Initiative solaire                                                                                                  | 636 848    | 31,3       | 1 364 751     | 67,0          | 42 981  | 10 311 | 2 090 548 | 4 676 509 | 44,70           | 0            | 0            | 20             | 6              |
| Contre-projet à l'initiative solaire                                                                                | 922 481    | 45,3       | 1 055 977     | 51,8          | 42 981  | 10 311 | 2 090 548 | 4 676 509 | 44,70           | 4            | 1            | 16             | 5              |
| Question subsidiaire : Si l'initiative et le contre projet sont tous deux acceptés, lequel doit entrer en vigueur ? | Initiative | Initiative | Contre-projet | Contre-projet | 42 981  | 10 311 | 2 090 548 | 4 676 509 | 44,70           | Initiative   | Initiative   | Contre-projet  | Contre-projet  |
| Question subsidiaire : Si l'initiative et le contre projet sont tous deux acceptés, lequel doit entrer en vigueur ? | 570 401    | 570 401    | 1 079 944     | 1 079 944     | 42 981  | 10 311 | 2 090 548 | 4 676 509 | 44,70           | 0            | 0            | 20             | 6              |
| Redevance incitative sur l'énergie                                                                                  | 898 050    | 44,5       | 1 119 697     | 55,5          | 72 418  | 9 160  | 2 099 325 | 4 676 509 | 44,89           | 2            | 1            | 18             | 5              |
| Réglementation de l'immigration                                                                                     | 754 626    | 36,2       | 1 330 224     | 63,8          | 23 232  | 8 971  | 2 117 053 | 4 676 509 | 45,26           | 0            | 0            | 20             | 6              |
| Référendum constructif                                                                                              | 676 776    | 34,1       | 1 308 030     | 65,9          | 101 274 | 9 433  | 2 095 513 | 4 676 509 | 44,80           | 0            | 0            | 20             | 6              |

## Mois de novembre
Le 26 novembre 2000, deux objets sont soumis à la votation.
1. L'initiative populaire du 13 mai 1996 « Pour un assouplissement de l'AVS - contre le relèvement de l'âge de la retraite des femmes ».
2. L'initiative populaire du 22 mai 1996 « Pour une retraite à la carte dès 62 ans, tant pour les femmes que pour les hommes ».
3. L'initiative populaire du 26 mars 1997 « Économiser dans l'armée et la défense générale - pour davantage de paix et d'emplois d'avenir ».
4. L'initiative populaire du 10 septembre 1998 « Pour des coûts hospitaliers moins élevés ».
5. Le référendum facultatif sur la Loi sur le personnel de la Confédération (LPers).

### Résultats
| Question                      | Pour      | Pour | Contre    | Contre | Blancs | Nuls  | Total     | Inscrits  | Partici- pation | Cantons pour | Cantons pour | Cantons contre | Cantons contre |
| Question                      | Votes     | %    | Votes     | %      | Blancs | Nuls  | Total     | Inscrits  | Partici- pation | Entiers      | Demi         | Entiers        | Demi           |
| ----------------------------- | --------- | ---- | --------- | ------ | ------ | ----- | --------- | --------- | --------------- | ------------ | ------------ | -------------- | -------------- |
| Âge de la retraite des femmes | 756 337   | 39,5 | 1 159 794 | 60,5   | 27 527 | 6 650 | 1 950 308 | 4 680 971 | 41,66           | 6            | 0            | 14             | 6              |
| Retraite à 62 ans             | 885 772   | 46,0 | 1 038 985 | 54,0   | 21 625 | 6 384 | 1 952 766 | 4 680 971 | 41,71           | 7            | 0            | 13             | 6              |
| Redistribution des dépenses   | 723 047   | 37,6 | 1 198 923 | 62,4   | 24 339 | 6 456 | 1 952 765 | 4 680 971 | 41,71           | 4            | 0            | 16             | 6              |
| Coûts hospitaliers            | 343 008   | 17,9 | 1 574 528 | 82,1   | 26 015 | 6 631 | 1 950 182 | 4 680 971 | 41,66           | 0            | 0            | 20             | 6              |
| Personnel de la Confédération | 1 253 995 | 66,8 | 622 381   | 33,2   | 60 698 | 7 148 | 1 944 222 | 4 680 971 | 41,53           |              |              |                |                |